# 海狼 (香港電影)
《海狼》（英語：Sea Wolves）是一部於1991年上映的香港動作電影，由鄭兆強擔任導演，冼杞然擔任監製，以及由任達華、周景揚、楊麗青和徐少強擔任領銜主演；此電影為《皇家師姐系列》中的第七部。

## 劇情內容
故事講述越南船民Gary（周景揚飾演）乘坐的難民船在海上遇到故障，途中經過的貨船卻劫殺船上的難民，Gary受到貨船上的故友John保護（任達華飾演）保護，成為公海劫案唯一的倖存者，但頭部受到撞擊失去記憶。後來貨船抵達香港，Gary被香港警察發現後逃上岸，貨船上的海盜誣陷Gary殺人。John在香港重遇了Gary，他們受到貨船大副（徐少強飾演）的手下追殺而逃命，為了證明自己的清白及復仇，他們與調查案件的女警官（楊麗青飾演）追上已經離開香港的貨輪，與海盜們展開了一場生死戰。

## 演員表
- 任達華 飾 John Lam
- 周景揚 飾 Gary
- 楊麗青 飾 Madam Yeung
- 徐少強 飾 大副阿強

## 製作人員
- 導演：鄭兆強
- 監製：冼杞然
- 編劇：梁鴻華
- 動作指導：郭振鋒

## 外部連結
- 香港影庫上《海狼》的資料（繁體中文）
- 豆瓣电影上《海狼》的資料 （简体中文）
- 互联网电影数据库（IMDb）上《海狼》的资料（英文）